# 1095 dans les croisades

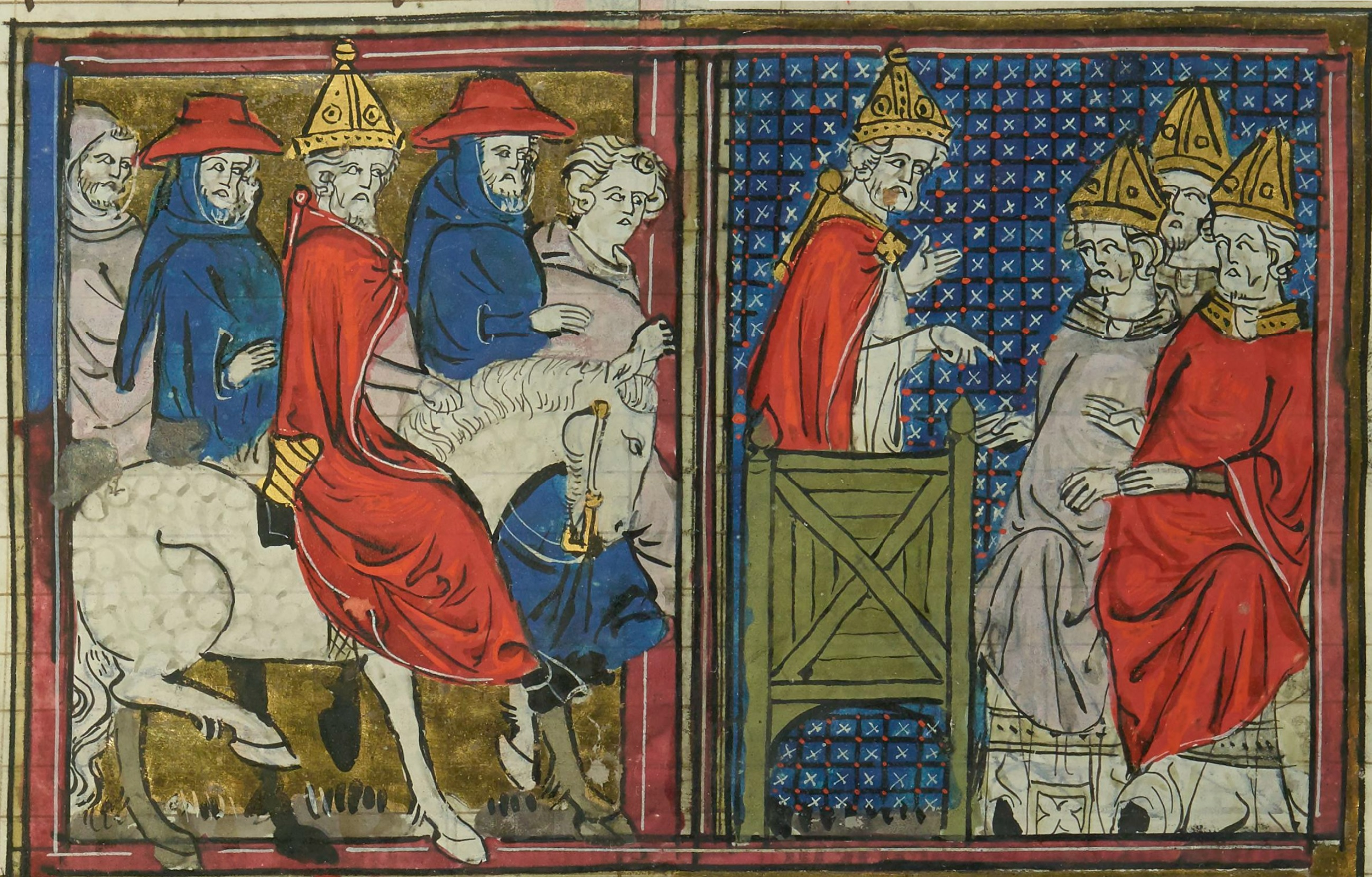
Le pape Urbain II appelant à la croisade

Cette page regroupe les évènements concernant les Croisades qui sont survenus en 1095 : 
- 7 mars : au cours du concile de Plaisance, les envoyés de l'empereur byzantin Alexis Ier Comnène demande l'aide militaire des chrétiens d'Occident[1].
- 18 novembre : ouverture du concile de Clermont[2].
- 27 novembre : le pape Urbain II, présidant le concile de Clermont lance un appel aux Croisades[1].
- 1er décembre : Raymond de Saint-Gilles, comte de Toulouse et marquis de Provence fait savoir au pape Urbain II qu'il participera à la croisade[3].